# Ilhéu da Cal
Ilhéu da Cal, oft auch als Ilhéu de Baixo bezeichnet, ist eine kleine, unbewohnte Insel in der portugiesischen autonomen Region Madeira.

## Geographie
Die Insel liegt nur wenige hundert Meter südlich der zur Inselgruppe Madeira gehörenden Insel Porto Santo. Die Insel ist in Nord-Süd-Richtung etwa 2,8 km lang, bis zu 1,5 km breit und erreicht eine Höhe von 179 m über dem Meer. Der 33. Breitengrad Nord läuft annähernd durch die Inselmitte. Wie sämtliche der Insel Porto Santo vorgelagerte Eilande, den sogenannten Ilhéus do Porto Santo, ist auch Ilhéu da Cal ein Natura 2000-Schutzgebiet. 